# 차고스인

차고스인의 기

차고스인 또는 차고스 제도 원주민은 차고스 제도의 원주민이다. 말레이계와 아프리카계 혈통이 섞여 생긴 독특한 민족이다. 차고스 크리올을 사용했다. 차고스 제도에 미군 기지를 세우기 위해 강제 이주당해 모리셔스 본토와 세이셸, 영국으로 강제 이주하였다. 영국으로부터 귀환권과 보상을 받기 위해 투쟁 중이다. 이들을 대변하는 차고스 제도 축구 국가대표팀이 존재한다.

## 같이 보기
- 추밀원칙령